# المحكمة الدستورية (البحرين)
المحكمة الدستورية في مملكة البحرين هي هيئة قضائية مستقلة وأنشئت في 14 سبتمبر 2002 بموجب المرسوم بقانون رقم 27 لسنة 2002  وذالك أستناداً للمادة 106 من دستور مملكة البحرين، وتختص المحكمة بالفصل في المنازعات المتعلقة بدستورية القوانين واللوائح، وتشكل المحكمة الدستورية من رئيس ونائب للرئيس و5 أعضاء يعنيهم الملك بأمر ملكي ومدة عضويتهم 5 سنوات قابلة للتجديد لمدد أخرى مماثلة , الرئيس الحالي للمحكمة هو المستشار عبدالله حسن البوعينين منذ 16 يونيو 2022.

## أختصاصات المحكمة
تختص المحكمة بالفصل في المنازعات المتعلقة بدستورية القوانين واللوائح وكذالك مراقبة دستورية القوانين واللوائح.  
ووفقاً للمادة 106 من دستور مملكة البحرين فأنه للملك أن يحيل إلى المحكمة ما يراه من مشروعات القوانين قبل أصدارها للتقرير مدى مطابقتها للدستور.
ووفقاً للمادة 30 من المرسوم بقانون رقم 27 لسنة 2002 فأن أحكام المحكمة الدستورية وقراراتها نهائية وغير قابلة للطعن ووفقاً للمادة 31 من القانون فأن أحكام المحكمة الدستورية وقراراتها الصادرة في المسائل الدستورية ملزمة لجميع سلطات الدولة.

## رؤساء المحكمة الدستورية

### رؤساء المحكمة الدستورية منذ 2002 حتى الأن
|   | الاسم                                   | بداية الفترة   | نهاية الفترة   |
| - | --------------------------------------- | -------------- | -------------- |
| 1 | إبراهيم محمد حميدان                     | 11 ديسمبر 2002 | 19 يونيو 2011  |
| 2 | المستشار سالم محمد الكواري              | 18 سبتمبر 2011 | 26 سبتمبر 2013 |
| 3 | الشيخ خليفة بن راشد بن عبدالله آل خليفة | 26 سبتمبر 2013 | 16 يونيو 2022  |
| 4 | المستشار عبدالله حسن البوعينين          | 16 يونيو 2022  | حتى الأن       |

### نواب رئيس المحكمة الدستورية منذ 2012 حتى الأن
|   | الاسم                       | بداية الفترة   | نهاية الفترة   |
| - | --------------------------- | -------------- | -------------- |
| 1 | الدكتور محمد كاظم المشهداني | 2 سبتمبر 2012  | 12 سبتمبر 2019 |
| 2 | المستشار أحمد إبراهيم الملا | 12 سبتمبر 2019 | 12 سبتمبر 2024 |
| 3 | حميد حبيب أحمد              | 12 سبتمبر 2024 | حتى الآن       |